# Circus spilothorax
L'albanella della Nuova Guinea (Circo spilothorax Salvadori & d'Albertis, 1875) è un rapace della famigliaAccipitridae, originario della Nuova Guinea.

## Descrizione
Il maschio adulto è solitamente grigio-argenteo con la testa nera, la gola, la schiena, i segni delle ali e le parti inferiori bianche. Le femmine adulte sono marroni con una groppa chiara, una coda a barre e parti inferiori striate. I giovani sono bruno-nerastri con segni color crema sulla testa, più estesi nella femmina. La lunghezza dell'uccello varia da 47 a 54 cm; le femmine sono più grandi dei maschi.
Negli altopiani centrali e nella valle del Sepik c'è un morph scuro; i maschi di questa forma sono per lo più nerastri con una coda grigia e le femmine sono per lo più marrone scuro.

## Distribuzione e habitat
È diffusa in tutta la Nuova Guinea, fatta eccezione per la penisola di Vogelkop ad ovest. Ci sono diversi rapporti non confermati dall'Australia, ma l'uccello può facilmente essere confuso con il falco di palude. Abita praterie e zone umide fino a 3800 m sopra il livello del mare. Caccia a bassa quota su terreno aperto alla ricerca di piccoli mammiferi, uccelli e lucertole.